# Układ idealny
Układ idealny (fr. Prête-moi ta main) – francuska komedia romantyczna z 2006 roku w reżyserii Érica Lartigau.

## Główne role
- Alain Chabat – Luis Costa
- Charlotte Gainsbourg – Emma
- Bernadette Lafont – Geneviève Costa
- Wladimir Yordanoff – Francis Bertoff
- Grégoire Oestermann – Pierre-Yves
- Véronique Barrault – Catherine
- Marie-Armelle Deguy – Axelle

## Fabuła
Paryżanin, 43-letni zatwardziały kawaler Luis Costa jest singlem, który pracuje komponując zapachy perfum. Ma matkę oraz pięć sióstr, które postanawiają znaleźć mu wreszcie żonę. Luis jednak dla uzyskania świętego spokoju zamierza wynająć sobie fałszywą narzeczoną, tzn. kobietę, która przed samym ślubem rzekomo opuści go. Składa tę propozycję siostrze kolegi, a ona zgadza się, ponieważ potrzebuje pieniędzy na adopcję dziecka z Brazylii.